# Mathilde Halla
Mathilde Halla là người Áo tham gia phong trào chống hạt nhân.
Từ năm 1973 khi còn làm giáo viên, bà đã gia nhập một tổ chức nhỏ gọi là Citizens Against Atomic Danger (Các công dân chống sự nguy hiểm của nguyên tử). Từ đó tới nay, trên 30 năm bà đã điều phối các cuộc biểu tình chống hạt nhân, đã viết nhiều bản tin và bài báo cùng tổ chức các cuộc hội thảo chuyên đề chống hạt nhân. Bà cũng đã xuất bản quyển sách mang tên Worst Case Scenario Chernobyl.
Năm 2005 Mathilde Halla được thưởng Giải Tương lai phi hạt nhân.